# ماري آنا درابر
ماري آنا درابر (بالإنجليزية: Mary Anna Draper)‏ هي مصورة وعالمة فلك أمريكية، ولدت في 1839، وتوفيت في 1914 في نيويورك في الولايات المتحدة.